# Episodi di 7 vite (seconda stagione)
La seconda stagione di 7 vite, composta da 50 episodi, è andata in onda dal lunedì al venerdì alle ore 19:00, dal 25 maggio 2009 al 14 agosto 2009, su Rai 2. L'headwriter è stato ancora Menotti, mentre gli editor sono stati Nicola Guaglianone, Lisandro Monaco, Alex Oriani & Gianluca Bomprezzi.
| nº | Titolo                           | Prima TV Italia |
| -- | -------------------------------- | --------------- |
| 1  | Come mi vuoi                     | 25 maggio 2009  |
| 2  | Botta e risposta                 | 26 maggio 2009  |
| 3  | Arrivano gli arabi               | 27 maggio 2009  |
| 4  | Come l'Alfieri                   | 28 maggio 2009  |
| 5  | Meglio presto che mai            | 29 maggio 2009  |
| 6  | Nuda proprietà                   | 1 giugno 2009   |
| 7  | Non basta un fiore a dire ti amo | 2 giugno 2009   |
| 8  | Abbastanza                       | 3 giugno 2009   |
| 9  | Vacche magre e frustacani        | 4 giugno 2009   |
| 10 | Sex in the city                  | 5 giugno 2009   |
| 11 | Yo soy peruano                   | 8 giugno 2009   |
| 12 | Il texano                        | 9 giugno 2009   |
| 13 | Dispetti e sospetti              | 10 giugno 2009  |
| 14 | L'uomo giusto per me             | 11 giugno 2009  |
| 15 | Nel tuo letto                    | 12 giugno 2009  |
| 16 | Spiccare il volo                 | 15 giugno 2009  |
| 17 | Spider Leo                       | 16 giugno 2009  |
| 18 | Le conseguenze dell'eclissi      | 17 giugno 2009  |
| 19 | La principessa sul pisello       | 18 giugno 2009  |
| 20 | La guerra di Leo                 | 19 giugno 2009  |
| 21 | Fratelli di sangue               | 22 giugno 2009  |
| 22 | Pari opportunità                 | 23 giugno 2009  |
| 23 | La compagnia dell'anello         | 24 giugno 2009  |
| 24 | Presenze ingombranti             | 25 giugno 2009  |
| 25 | Convivenze incrociate            | 29 giugno 2009  |
| 26 | E tra un po' si fa sera          | 30 giugno 2009  |
| 27 | Sesso, bugie e tappeti           | 1 luglio 2009   |
| 28 | Controllori e fannulloni         | 3 luglio 2009   |
| 29 | L'amante fantasma                | 6 luglio 2009   |
| 30 | Vacanze rumene                   | 7 luglio 2009   |
| 31 | Tutti pazzi per il gioco         | 8 luglio 2009   |
| 32 | Non parlarmi, non ti sento       | 10 luglio 2009  |
| 33 | La bomba "M"                     | 13 luglio 2009  |
| 34 | Dalla Jakuzia con amore          | 14 luglio 2009  |
| 35 | La coppia moderna                | 15 luglio 2009  |
| 36 | Terrore ad alta quota            | 16 luglio 2009  |
| 37 | L'asteroide                      | 17 luglio 2009  |
| 38 | Chi non finge è perduto          | 20 luglio 2009  |
| 39 | Strani amori                     | 21 luglio 2009  |
| 40 | Oh-Mio-Dio!                      | 22 luglio 2009  |
| 41 | Rimbocchiamoci le mani           | 23 luglio 2009  |
| 42 | Viva gli sposi                   | 24 luglio 2009  |
| 43 | Il piccolo Piotr                 | 3 agosto 2009   |
| 44 | Disperato                        | 4 agosto 2009   |
| 45 | La Gioconda                      | 5 agosto 2009   |
| 46 | Il perfido Neno                  | 6 agosto 2009   |
| 47 | Come hai potuto                  | 7 agosto 2009   |
| 48 | Mai fidarsi di una buona idea    | 12 agosto 2009  |
| 49 | Cento di questi giorni           | 13 agosto 2009  |
| 50 | La centesima puntata             | 14 agosto 2009  |